# Hemerotrecha simplex
Hemerotrecha simplex es una especie de arácnido  del orden Solifugae de la familia Eremobatidae.

## Distribución geográfica
Se encuentra en Arizona y California en (Estados Unidos).